# Kanton Louvigné-du-Désert
Der Kanton Louvigné-du-Désert war von 1790 bis 2015 ein französischer Wahlkreis im Arrondissement Fougères-Vitré, im Département Ille-et-Vilaine und in der Region Bretagne; sein Hauptort war Louvigné-du-Désert. 

## Geschichte
Der Kanton entstand am 15. Februar 1790. Von 1801 bis 2015 gehörten acht Gemeinden zum Kanton Louvigné-du-Désert. 2015 wurde der Kanton aufgelöst und die Gemeinden wechselten zu anderen Kantonen.

## Lage
Der Kanton lag im Nordosten des Départements Ille-et-Vilaine. 

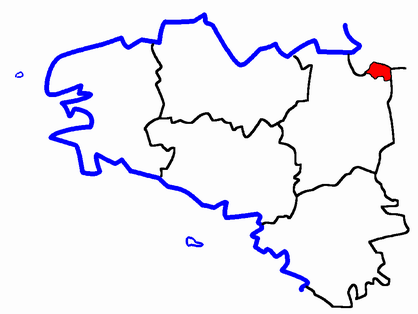
Lage des Kantons Louvigné-du-Désert in der Bretagne

## Gemeinden
| Gemeinde                      | Bretonisch           | Einwohner (2022) | Fläche (km²) | Code postal | Code Insee |
| ----------------------------- | -------------------- | ---------------- | ------------ | ----------- | ---------- |
| La Bazouge-du-Désert          | Bazeleg-an-Dezerzh   | 1.080            | 24.60        | 35420       | 35018      |
| Le Ferré                      | Ferred               | 727              | 16.92        | 35420       | 35111      |
| Louvigné-du-Désert            | Louvigneg-an-Dezerzh | 3.352            | 41.66        | 35420       | 35162      |
| Mellé                         | Melleg               | 648              | 15.50        | 35420       | 35174      |
| Monthault                     | Brennaod             | 250              | 8.20         | 35420       | 35190      |
| Poilley                       | Polieg               | 380              | 10.78        | 35420       | 35230      |
| Saint-Georges-de-Reintembault | Sant-Jord-Restembaod | 1.524            | 31.02        | 35420       | 35271      |
| Villamée                      | Gwilavez             | 291              | 10.66        | 35420       | 35357      |
| Kanton                        | Louvigneg-an-Dezerzh | 8596             | 159.34       | -           | 3520       |

## Bevölkerungsentwicklung des Kantons
| 1962   | 1968   | 1975   | 1982 | 1990 | 1999 | 2006 | 2012 |
| ------ | ------ | ------ | ---- | ---- | ---- | ---- | ---- |
| 11.026 | 10.539 | 10.293 | 9982 | 9452 | 8938 | 8722 | 8596 |

## Politik
Der Kanton hatte bis zu seiner Auflösung folgende Abgeordnete im Rat des Départements:  
| Vertreter im conseil général des Départements | Vertreter im conseil général des Départements | Vertreter im conseil général des Départements |
| Amtszeit                                      | Name                                          | Partei                                        |
| --------------------------------------------- | --------------------------------------------- | --------------------------------------------- |
| 1945–1955                                     | Francis Briens                                | DVD                                           |
| 1955–1985                                     | René de Montigny                              | MRP, dann CDP, dann UDF-CDS                   |
| 1985–1998                                     | Olivier Ménard                                | UDF-CDS                                       |
| 1998–2004                                     | Marie-Françoise Jacq                          | UDF, dannUMP                                  |
| 2004–2011                                     | Frédéric Bureau                               | DVD, dann Alliance centriste                  |
| 2011–2015                                     | Louis Pautrel                                 | UDI                                           |